# Koszajec (powiat pruszkowski)
Koszajec – wieś sołecka w Polsce położona w województwie mazowieckim, w powiecie pruszkowskim, w gminie Brwinów.
Wieś szlachecka Kossaciec położona była w drugiej połowie XVI wieku w powiecie błońskim ziemi warszawskiej województwa mazowieckiego. W latach 1975–1998 miejscowość należała administracyjnie do województwa warszawskiego.
Przez Koszajec prowadzi autostrada A2 na odcinku ze Strykowa do Konotopy.
W miejscowości znajduje się zniszczony cmentarz ewangelicki niemieckich osadników. Na terenie Koszajca położonych jest kilka stawów. Przez wieś przebiegają drogi z Brwinowa do Moszny i z Koszajca przez Krosnę do Biskupic.
We wsi urodziła się w 1816 roku Seweryna Duchińska, polska poetka, publicystka i tłumaczka.

## Linki zewnętrzne

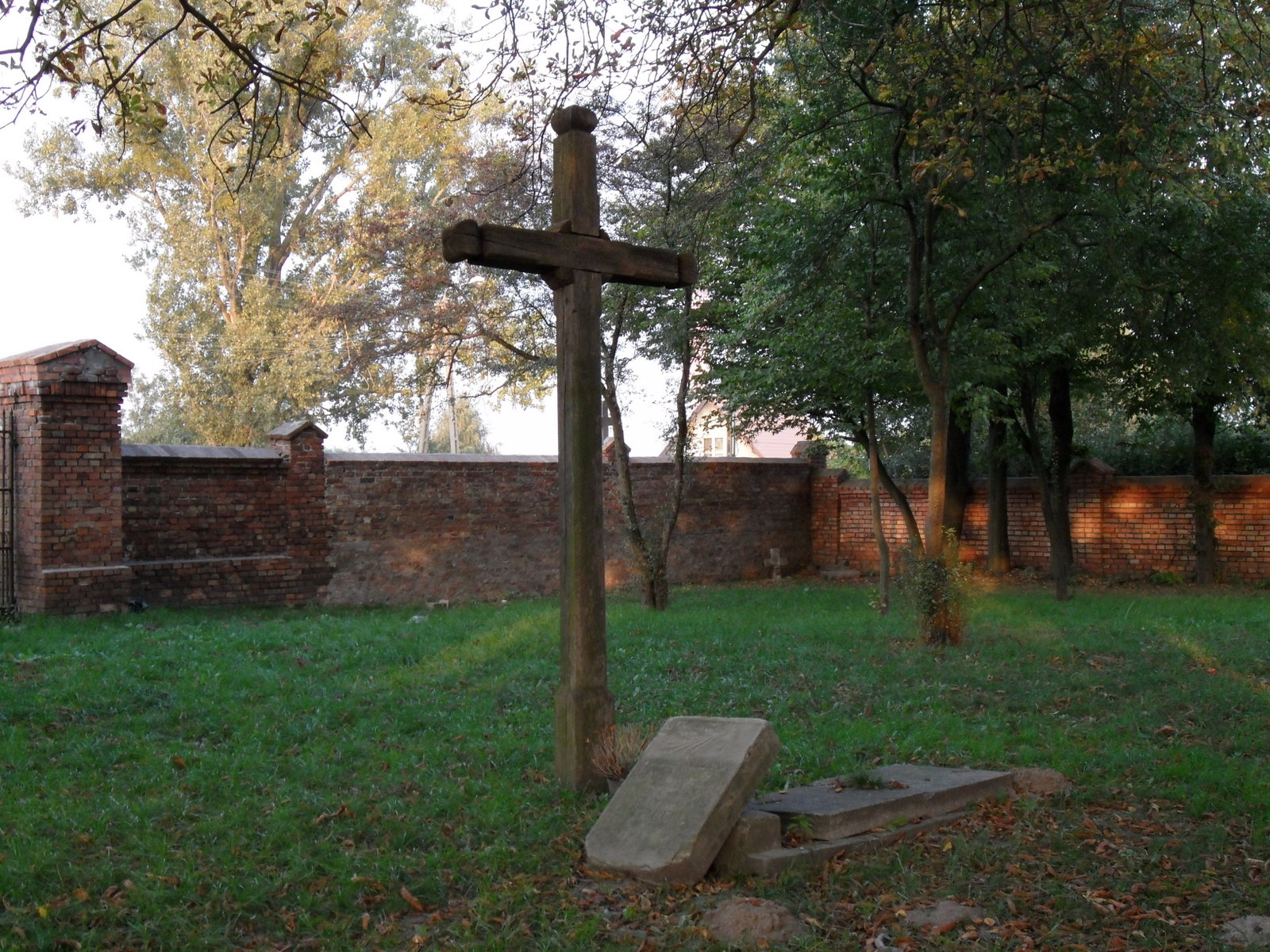
Cmentarz ewangelicki
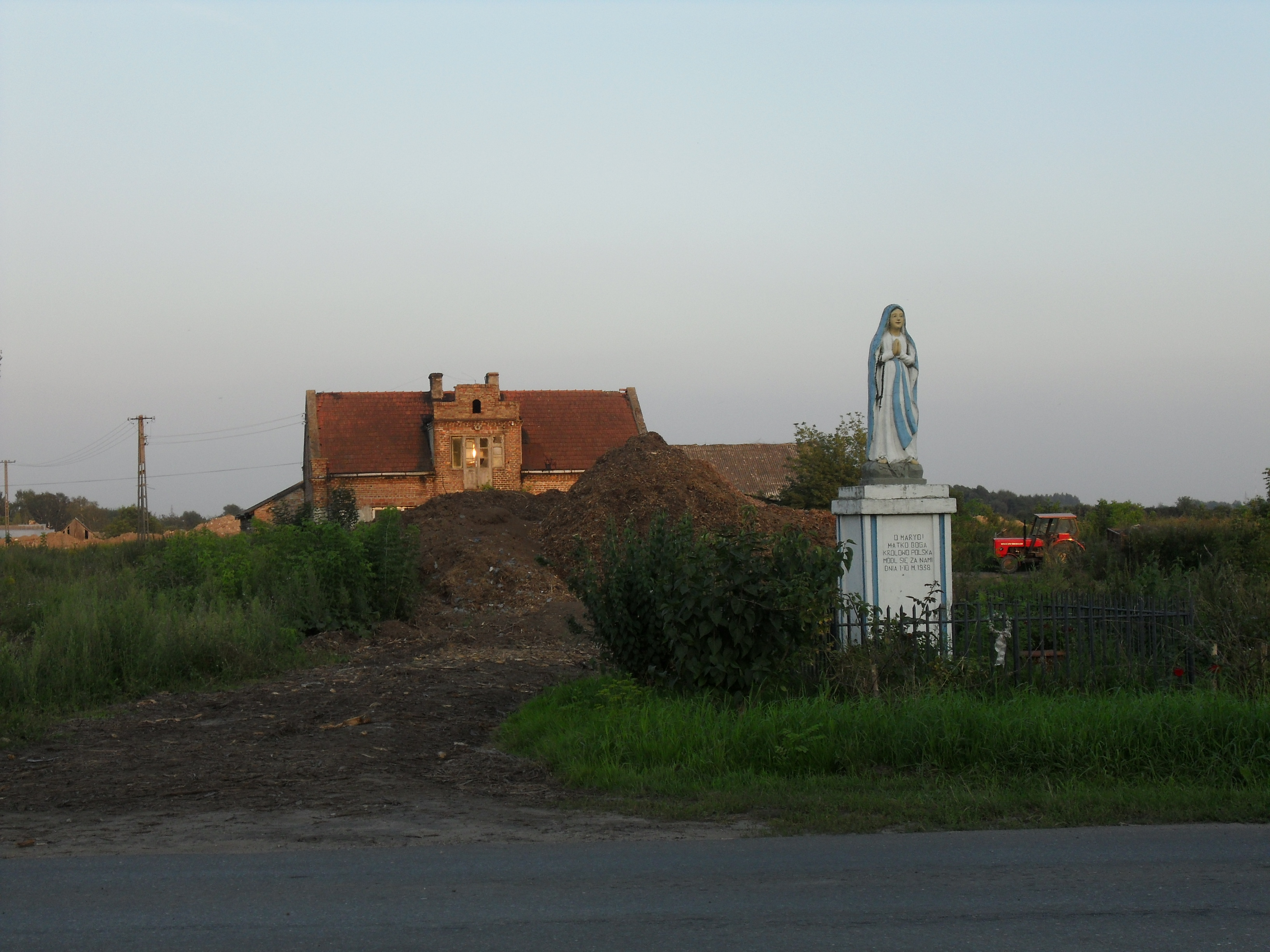
Kapliczka przy skrzyżowaniu